# Гуанартеме

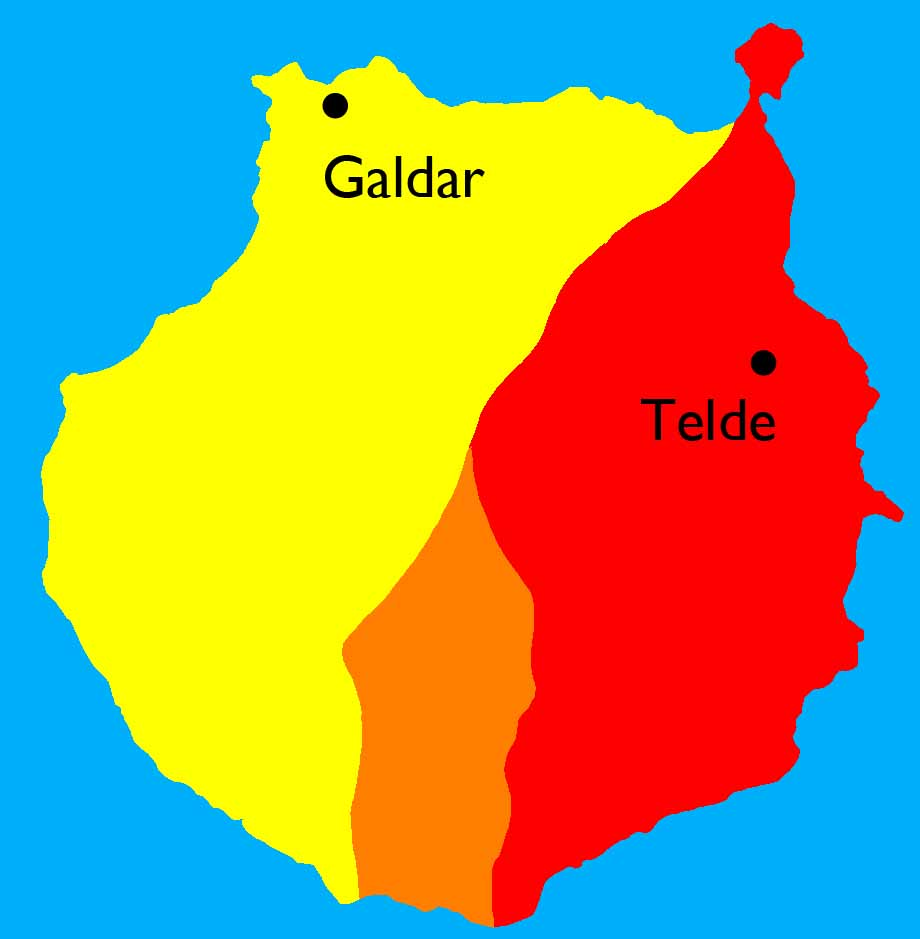
Остров Гран-Канария, разделённый на два гуанартемато: Гальдар (жёлтый) и Тельде (красный). Область, показанная оранжевым цветом, в хрониках обозначается по-разному.

Гуанартеме, исп. Guanarteme — титул, обозначавший вождя (или короля) аборигенов острова Гран-Канария (Канарские острова, Испания) до европейского завоевания в XV веке. Испанский термин guanartemato для обозначения владений гуанартеме был популяризирован во второй половине XX века для обозначения демаркационных границ, подобно термину menceyato, который использовался на острове Тенерифе. Это неологизм, полученный из аборигенного слова guanarteme и добавления кастильского суффикса -ato, используемого для обозначения юрисдикции. До его популяризации историки обычно использовали термин «королевство».

## Этимология
Термин гуанартеме, также встречающийся в исторических документах в написании гуадартеме (guadarteme) и гуаднартеме (guadnarteme), традиционно переводился как «сын Артеми» (Artemi, Artem — первый король острова).
Этот подход защищает филолог Игнасио Рейес, который предполагает, что guanarteme имеет исходную форму wa-(d)-n-Artem. Однако филолог Хуан Альварес Дельгадо отвергает эту теорию, ссылаясь на документальные источники, которые предполагают, что истинное значение термина — «король», предлагая в качестве исходной формы ewad-n-artérmin или «этот мальчик (происходит) от короля».

## Социальный статус
Исторические источники указывают на существование на Гран-Канарии незадолго до европейского завоевания двух высших территориальных разграничений, известных в современной историографии как гуанартемато: Гальдара и Тельде, во главе каждого из которых стояли гуанартеме.
Гуанартеме находились на вершине иерархической социальной структуры аборигенов. Согласно некоторым авторам, этот титул наследовался по материнской линии, с практикой инбридинга среди членов королевской семьи. Историк Селсо Мартина де Гусмана указывает, что гуанартеме представлял «исполнительную власть» королевы или гуайармины, истинной владычицы острова, которая была высшей законодательной и судебной властью, а также обладала правом собственности на всю подконтрольную территорию.
Власть гуанартеме также опиралась на совет старейшин или гуайров, так называемый сабор (sábor), в дополнение к помощи файкана (faycán), жреца, осуществлявшего, в том числе, и судебные функции.

## История
Историческая традиция, собранная Хуаном де Абреу Галиндо, указывает на то, что за годы до прибытия нормандских завоевателей в 1402 году остров был разделён на многочисленные независимые территории, управляемые вождями племён. Мир между различными племенами, которые постоянно сталкивались из-за пастбищ или вырубки деревьев, поддерживала женщина по имени Атидамана, верховная жрица, которая играла роль судьи в конфликтах, и которую все уважали и слушались. Однажды некоторые вожди не захотели подчиниться решениям Атидаманы, утверждая, что они не должны подчиняться женщине, и продолжили противостояние. Тогда Атидамана взяла себе в мужья военачальника Гумидафе из галдарского племени, и вместе они, наконец, добились полного контроля над островом и объединения племён. Впоследствии два брата, потомки Атидаманы и Гумидафе, разделили остров на два королевства, сохранив при этом столицу всей территории в Галдаре. Однако позже это послужило причиной столкновений между Галдаром и Тельде. Наконец, незадолго до прибытия кастильских завоевателей в 1478 году остров снова был практически объединён из-за смерти двух гуанартеме и малолетства наследника Тельде. Тенесор Семидан, племянник умершего короля Галдара, взял на себя защиту прав молодого наследника Тельде Бентехуи.

## Известные гуанартеме
Самые старые исторические источники подтверждают существование двух гуанартеме Гальдара и Тельде, которые правили во времена до завоевания: Эгонаиги (исп. Egonaiga, также иногда называемый Guayasen) и Бентаго (исп. Bentago, отец Бентехуи, умер около 1475 года во время эпидемии). Известно, что конкистадоры прозвали Эгонаигу Добрым за то, что он помог Диего де Сильва-и-Менесесу бежать из плена.
Более поздние авторы называют другие имена предыдущих королей, такие как: Артемис (Artemis), Табохорсен (Tabohorsen), Тагохорсер или Таогосер Семидан (Tagohorcer или Tahogocer Semidán), Гуанархе Семидан (Guanarche Semidán) и Таготен Семидан (Tagoten Semidán).